# 宁波绿洲珠宝行特大抢劫杀人案
宁波绿洲珠宝行特大抢劫杀人案，是指於1995年12月6日發生在中國寧波市的一起持槍殺人搶劫案，被稱為浙江第一懸案(代號122系列搶劫殺人案)，该案追緝22年後，於2017年抓獲兇手告破，该案被譽為警界教範。2017年11月21日，犯罪嫌疑人徐某被一审判决死刑。

## 案情
1995年12月6日（即案發時）的寧波市中山東路，是當時該市精華商業區，路上的大型銀樓绿洲珠宝行不但占地面積廣大，在全省珠寶業界也是名聲顯赫。當天凌晨有一男子透過大樓結構攀爬闖入，制伏兩名保安後撬開保險箱，盜走價值160餘萬人民幣的11公斤珠寶。犯罪嫌疑人在逃跑時開槍殺死兩名保安。這是寧波於建國後第一宗持槍搶劫殺人的案件。案件發生後，浙江省警方轟動並投入大量警力侦办本案。
犯罪现场遗留有一把管自制手槍消声器、一把骨柄匕首、一捆军用背包绳、一根自制四节撬棍及一副橡胶绝缘手套。
由於軍用背包绳上有部隊印章戳記，所以一度懷疑是不是軍方退役者為嫌犯，但公安遍查全省所有軍區包含消防部隊後無果，且軍中教官分析跡證後認為該人攀爬技巧拙劣不像是受過訓練，而军用背包绳在全國流通不計其數，並非特殊物品，許多退役人員和軍用品店都有正品或自製仿品。但當年社會上傳言四起，以訛傳訛說是退伍特種兵、武林高手、退伍中南海保鑣等等造成人心浮動。後來發現遺留的子彈是來自兩把槍，一把自製手槍，無膛線威力也很弱，子彈卡在保安外衣上，但另一把是制式軍用手槍使用52.22子彈的蘇聯托卡列夫槍，在當時中國大陸基本沒有或極難取得，是蘇聯援助越南的戰爭時期軍品。骨柄匕首款式特別是東南亞常見的老虎骨頭製品，所以警方一度轉移方向到越南至緬甸邊境，然而三千多公里長的邊界線上人海茫茫，終究無功而返。
由於當時条件限制，致使犯罪嫌疑人逃逸躲藏成功，該案成為一大懸案。案發十年後（即2005年），警方悬赏20万人民幣向社会征求有关破案线索，但最終只鎖定他疑似在诸暨、余姚、慈溪一帶活動。后警方將悬赏金额提高至50万元。

## 其他作案
- 绍兴市供销大厦案：1998年4月7日晚，犯罪嫌疑人企圖盜竊位於二樓的金飾物品，但被保安发现，犯罪嫌疑人開槍打傷保安後逃脫。

现场遗留了一顶老头帽、五个土制手榴彈和引爆器、一管自制手槍消声器。警方在引爆器找到一枚指紋，在消声器內找到刮鬍刀網片，最後追查到生產廠家在诸暨。
- 诸暨第一百货案：2004年大年夜，犯罪嫌疑人潜至二楼服饰商场附近，被保安发现，打傷保安後逃脫。

现场遗留一根六角撬棍、托卡列夫手槍、毛帽、護膝。警方在毛帽中找到DNA，同時護膝是一兒童用品其中又有女性DNA，推測嫌犯有女兒。
- 诸暨嘉瑞珠宝店案：2007年11月，犯罪嫌疑人利用一高壓變電箱跨接高壓電，企圖使店中人員喪失行動能力後盜竊，但因觸發電箱警報和大量火花，倉皇逃走。逃跑途中，犯罪嫌疑人被監控探頭抓拍。

另有三起為被捕后犯罪嫌疑人供出的案件
- 台州醫院搶案：1993年9月，于浙江台州醫院搶走住院部數萬元。
- 臨海信用社搶案：1994年7月，于浙江臨海城南信用社，殺死女職員后並實施搶劫。
- 龍達商場搶案：1994年11月，浙江長興市龍達商場，殺死職員后搶走97萬元珠寶。

## 破案
案發20年後（即2016年11月），本案為浙江省公安部督辦案件中唯一未破的特大刑事案件，因此浙江省重新成立調查組集中攻克本案，希望利用新科技破案。警方在嘉瑞珠宝店案後，耗時四年時間針對全诸暨市所有家族男性DNA譜系進行定譜，最終發現嫌犯Y染色體與有較長歷史的诸暨家族譜系不符，因此隨後警方將調查方向轉為外來人口，在海量調查中發現了619人的DNA與嫌犯有遠程親屬關係，但依然無法縮小偵察小範圍。
新調查組成立之後，利用新型電腦分析嘉瑞珠宝店案周邊的監控探頭視頻，鎖定了一名嫌疑黃衣男，並利用電腦3D模擬，清晰化嫌疑人畫像，再進入人像庫進行智能比對。
另一方面根據第一百货案中遺留的DNA，警方採用了全國首次應用的實驗性提取技術，最終將犯罪嫌疑人遺留的Y染色體基因點位由17個擴大到36個，之後再次與诸暨市家族普查庫比對，鎖定其是一個徐姓家族成員，然而此家族有數千人之多，排查陷入困境， 與此同時，供销大厦案發現的指紋通過新式超級電腦的比對演算後，與全國指紋資料庫中一名徐姓男子吻合，且此人有女兒和機械專長，年齡與活動地區也符合警方側寫，至此警方鎖定罪犯身份。
2017年3月29日，警方在诸暨一麻將室內將犯罪嫌疑人徐某抓獲，經DNA、指紋比對，警方最終認定，徐某為本案的犯罪嫌疑人。被捕后，徐某向警方交代：諸起案件中搶得的犯罪所得都已在多年的賭博中輸光；綠洲案的槍枝是龍達商場案後，逃匿越南途中購得；綠洲珠寶案中因撬開保險櫃時過於炎熱，拿下面罩時被保安看見，隨後開槍殺死兩人。

## 綠洲珠寶行後續
當年被搶的绿洲珠宝行由於損失巨大，加之辦案期間店面被封鎖一個月無法開店經營，最終出現危機，但老闆陈春明仍有部分資產，於是意圖隔年通過商請明星刘晓庆來店中購物，以達到廣告宣傳的目的吸引人氣，除了高價邀請外，在參訪現場前陳春明還贈與其價值16萬人民幣的珠寶，不料當時在場的一名記者將此報導作負面處理，也就是所謂「刘晓庆赠珠宝风波」引發社會輿論的廣泛討論，之後珠寶店被檢察機關和稅務機關調查，後因各種原因，綠洲珠寶行宣佈破產倒閉。